# Diospyros vignei
Diospyros vignei är en tvåhjärtbladig växtart som beskrevs av Frank White. Diospyros vignei ingår i släktet Diospyros och familjen Ebenaceae. Inga underarter finns listade i Catalogue of Life.